# Нота (притока Туломе)
Нота (рус. Нота; фин. Nuorttijoki) руско-финска је река која протиче преко источних делова Лапоније и западних делова Мурманске области. У Русији протиче преко територије Кољског рејона.
Тече у смеру североистока и улива се у вештачко Горњотуломско језеро. Припада басену реке Туломе, односно басену Баренцовог мора. Дужина водотока је 171 километар, а укупна површина сливног подручја око 8.060 km².
Пре преграђивања корита реке Туломе и формирања Горњотуломске акумулације, река Нота се уливала у ледничко језеро Нотозеро. Река Лота углавном тече преко равничарског подручја, док се у једном мањем делу корита примећује присуство брзака. Карактерише је углавном нивални (топљење снега) режим храњења. Најважније притоке Ноте су Падос, Етмос, Падус и Мавра.